# Луганская область
Луга́нская о́бласть (укр. Луга́нська о́бласть), разг. Луга́нщина (укр. Луга́нщина) — административно-территориальная единица Украины, расположенная на крайнем востоке страны, преимущественно в бассейне среднего течения Северского Донца. Север области относится к Слобожанщине, юг — к Донбассу.
На западе граничит с Донецкой и Харьковской областями Украины, на севере, востоке и юге — с Белгородской, Воронежской и Ростовской областями России.
Площадь области составляет 26,7 тысяч км² (10-е место в Украине), население на 2021 год оценивалось в 2,1 млн человек (7-е место). Административный центр и крупнейший город — Луганск, другие крупные города — Алчевск, Северодонецк, Лисичанск.
Область была образована в 1938 году выделением из Сталинской области Украинской ССР. До 1958 года и с 1970 по 1990 год называлась Ворошиловгра́дской о́бластью (укр. Ворошиловградська область).
В апреле 2014 года, в ходе пророссийских протестов, на территории области была провозглашена Луганская Народная Республика (ЛНР), не получившая международного признания. В результате войны в Донбассе ЛНР получила фактический контроль над примерно третьей частью территории области, включая Луганск. Местопребыванием сформированной властями Украины областной военно-гражданской администрации стал Северодонецк.
В 2022 году, после начала полномасштабного вторжения России на Украину, Вооружённые силы России и Народная милиция ЛНР захватили Северодонецк и практически всю Луганскую область, убив тысячи и вынудив бежать 300 тысяч местных жителей, а также уничтожив целые города. 30 сентября Россия объявила об аннексии области.

## Физико-географическая характеристика

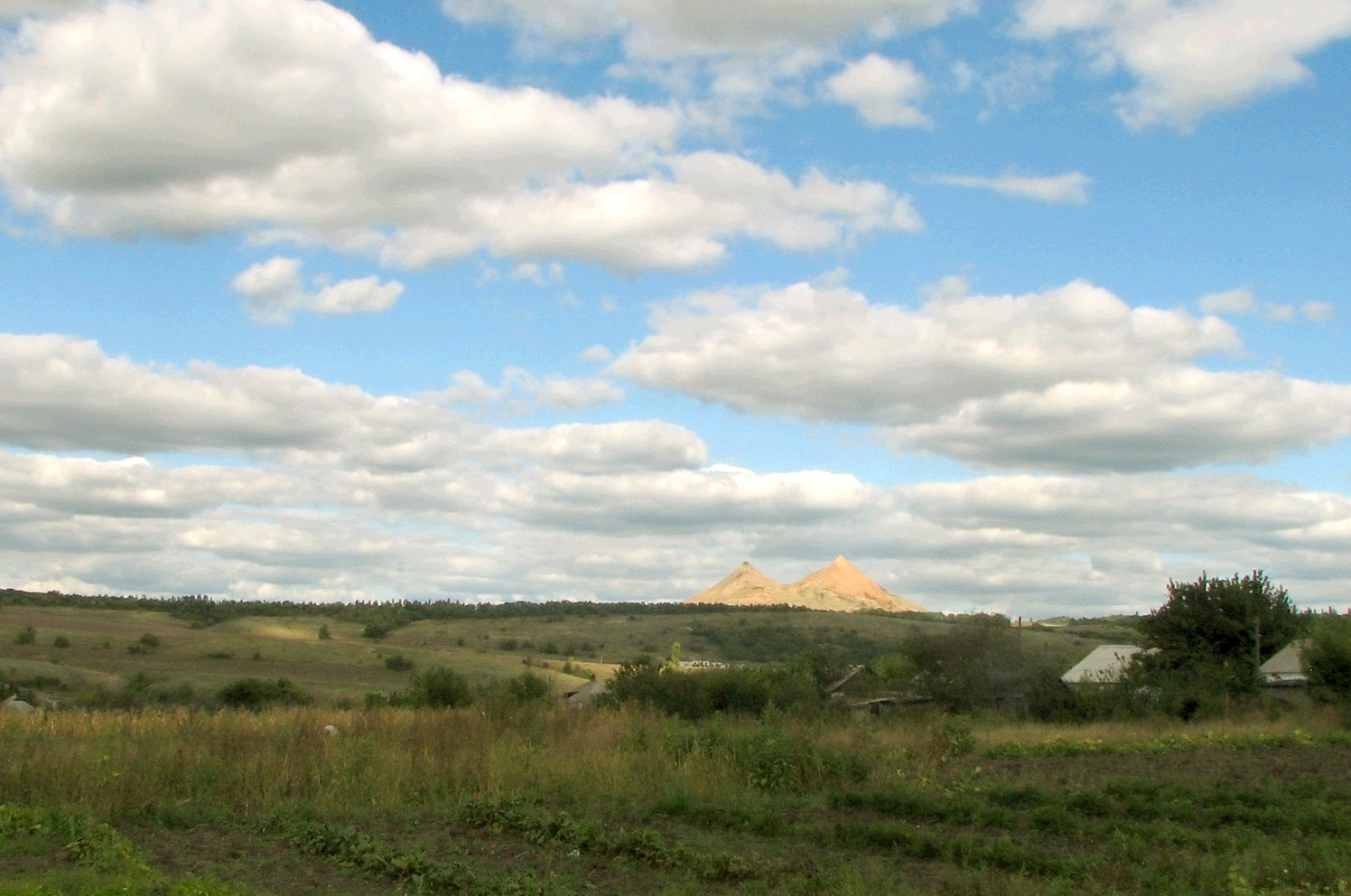
Пейзаж Луганской области (Попаснянский район)

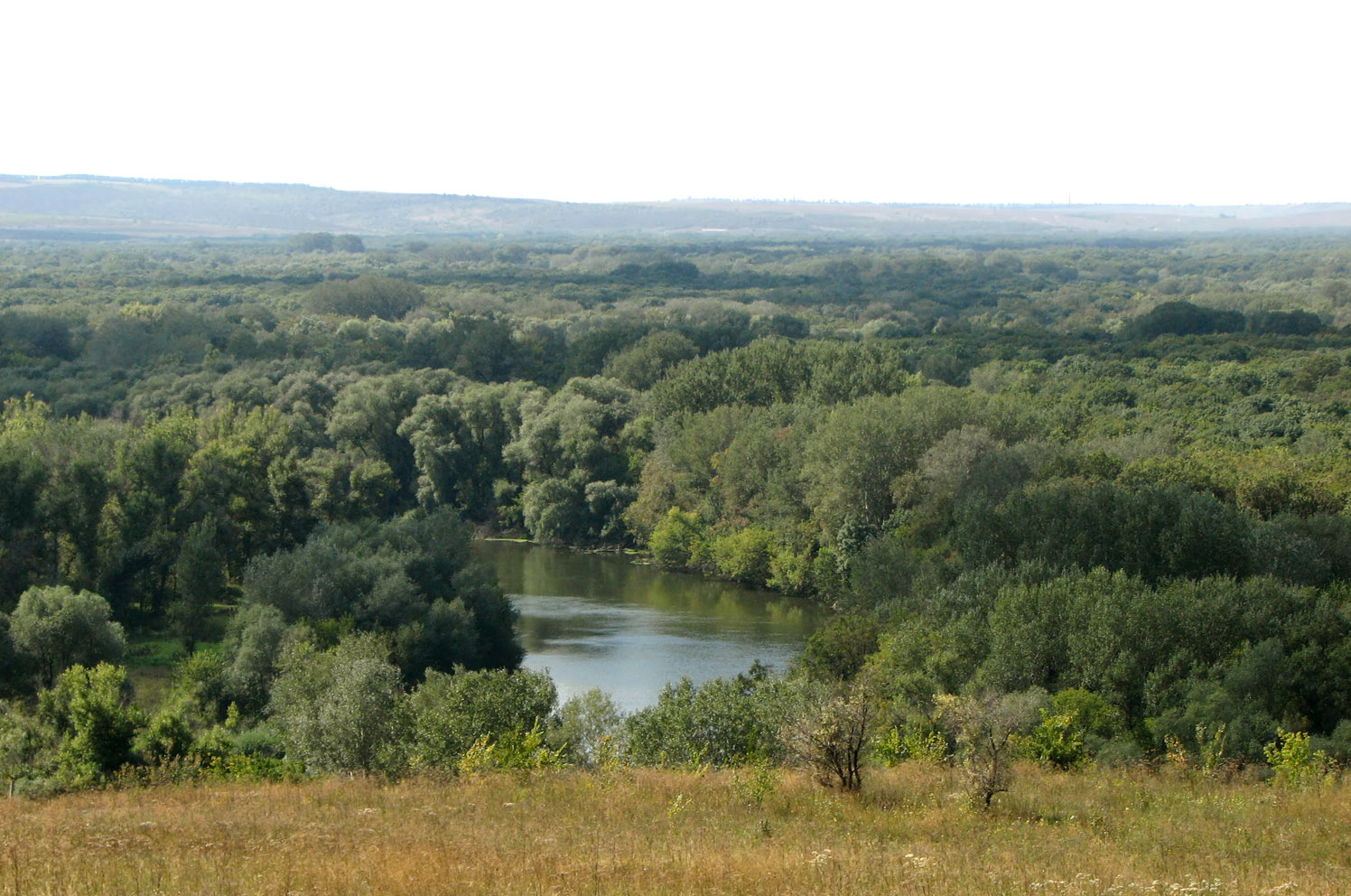
Северский Донец в Попаснянском районе

Территория области простирается от 47°49′ до 50°05′ северной широты и от 37°52′ до 40°13′ восточной долготы. Протяжённость с севера на юг более 270 км, а с запада на восток — 170 км. Её территория составляет 26 683 км² (4,42 % территории государства). Выхода к морю нет. По территории область лишь на 166 км2 превосходит соседнюю Донецкую область.
Крайние населённые пункты:
- На севере — с. Сиротино Сватовского района;
- На юге — с. Астахово Должанского района;
- На западе — с. Стельмаховка Сватовского района;
- На востоке — с. Ранняя Заря Старобельского района. Также это самый крайний восточный населённый пункт Украины.

Поверхность области представляет собой волнистую равнину, которая повышается от долины Северского Донца на север и на юг, где располагается Донецкий кряж. Область богата высококачественными углями. Запасы угля исчисляются десятками миллиардов тонн. Две трети составляют антрациты и другие энергетические угли, треть — коксующиеся угли. Во многих районах распространены строительные материалы: известняк, песчаник, мел, мергель, различные глины, которые хорошо используются в строительстве. Существует большое количество промышленных отходов, накопившихся в шахтных терриконах и отвалах, которые могут быть использованы в строительстве. Имеются месторождения природного газа. В области находятся значительные ресурсы подземных пресных и минеральных вод. Минеральные воды отличаются большим разнообразием: бромные, хлоридно-натриевые, сероводородные, радоновые и другие воды, которые имеют лечебные свойства. В частности имеется Дарьинское месторождение уникальных минеральных вод, которые близки по составу к водам «Ессентуки 20» и «Кишинёвская».
Почвы плодородные, в основном чернозём. Область расположена в степной зоне. Леса — около 7 % территории области, расположены преимущественно близ долин рек.

### Климат
Климат умеренно континентальный. Средняя температура самого тёплого месяца (июля) составляет +21 °C, а самого холодного месяца (января) −7 °C. Зима сравнительно холодная, с резкими восточными и юго-восточными ветрами, заморозками. Лето знойное, вторая его половина заметно сухая. Осень солнечная, тёплая, сухая. Осадков за год 400—500 мм.

### Животный мир
На территории Луганской области зарегистрировано 374 вида позвоночных животных, которые объединяются в 88 семейств и 6 классов. Распространение животных обусловлено природными условиями и факторами которое определяют их место обитания. Из хищников Луганской области встречаются: волк, лиса, енотовидная собака, ласка и др. Среди грызунов наиболее распространены: заяц, сурок, хомяк, тушканчик, крот. Из пернатых хищников водятся: кобчики, орлы-могильники. Лес обильно населён полезными и певчими птицами: жаворонки, перепела, соловьи, дятлы, стрижи, ласточки и др. В реках, озёрах и прудах много разной рыбы.

### Растительный мир
Растительный мир области включает отдельные исчезающие виды — такие растения нуждаются в строгой охране. Поэтому на Луганщине запрещён сбор населением следующих дикорастущих растений: Аронник удлинённый, астрагал шерстистоцветковый, брандушка разноцветная, ветреница лесная, орех водяной, гладиолус, горицвет весенний, калофака волжская, Кубышка жёлтая,
кувшинка белая, трион долголистый, папоротник (все виды).

## История
К нижнему палеолиту относится серия местонахождений Среднего Подонцовья, расположенная в пределах Станично-Луганского и Краснодонского районов Луганской области у сёл Вишнёвый Дол, Макарово, Пионерское, Красный Деркул.
Область была образована Указом Президиума Верховного Совета СССР от 3 июня 1938 года путём разделения Донецкой области на Сталинскую область и Ворошиловградскую (носила это название до 1958 года и с 1970 по 1990 год). 21 августа 1938 года Верховный Совет СССР утвердил разделение области. В Ворошиловградскую область вошли четыре города областного подчинения и 28 районов с населением численностью в 1 837 000 человек.
4 мая 1990 года Указом Президиума Верховного Совета Украинской ССР Ворошиловградская область переименована в Луганскую. 19 июня 1991 года Верховный Совет Украинской ССР утвердил данное решение, внеся соответствующее изменение в республиканскую конституцию.
В апреле 2014 года, в результате обострения политического кризиса на Украине и войны на востоке страны на части территории области была провозглашена Луганская Народная Республика. Поскольку часть территории области вместе с городом Луганском контролируется ЛНР, областная администрация временно находилась в Северодонецке.
В результате вторжения России на Украину бо́льшая часть области контролируется российской армией. 25 июня 2022 года Вооруженные Силы РФ и Народная милиция ЛНР заняли Северодонецк. 3 июля украинские войска потеряли контроль над последним городом в Луганской области. Власти ЛНР заявили об установлении полного контроля над территорией региона (в середине сентября ВСУ вернули контроль над 6-7 % территории области возле Белогоровки и т. д.). 30 сентября Россия провозгласила аннексию территории области в составе ЛНР.

## Население
| 1959      | 1970      | 1979      | 1989      | 2001      | 2014      |
| --------- | --------- | --------- | --------- | --------- | --------- |
| 2 452 172 | 2 750 566 | 2 786 697 | 2 862 734 | 2 546 200 | 2 239 500 |

По численности населения Луганская область занимает шестое место среди областей Украины. Принадлежит и к наиболее густонаселённым областям страны — средняя плотность населения области — около 80 человек на 1 км²
Численность наличного населения области на 1 января 2020 года согласно оценке Укрстата составляет 2 135 913 человек, в том числе городского населения 1 859 590 человек, или 87,1 %, сельского — 276 323 человека, или 12,9 %.

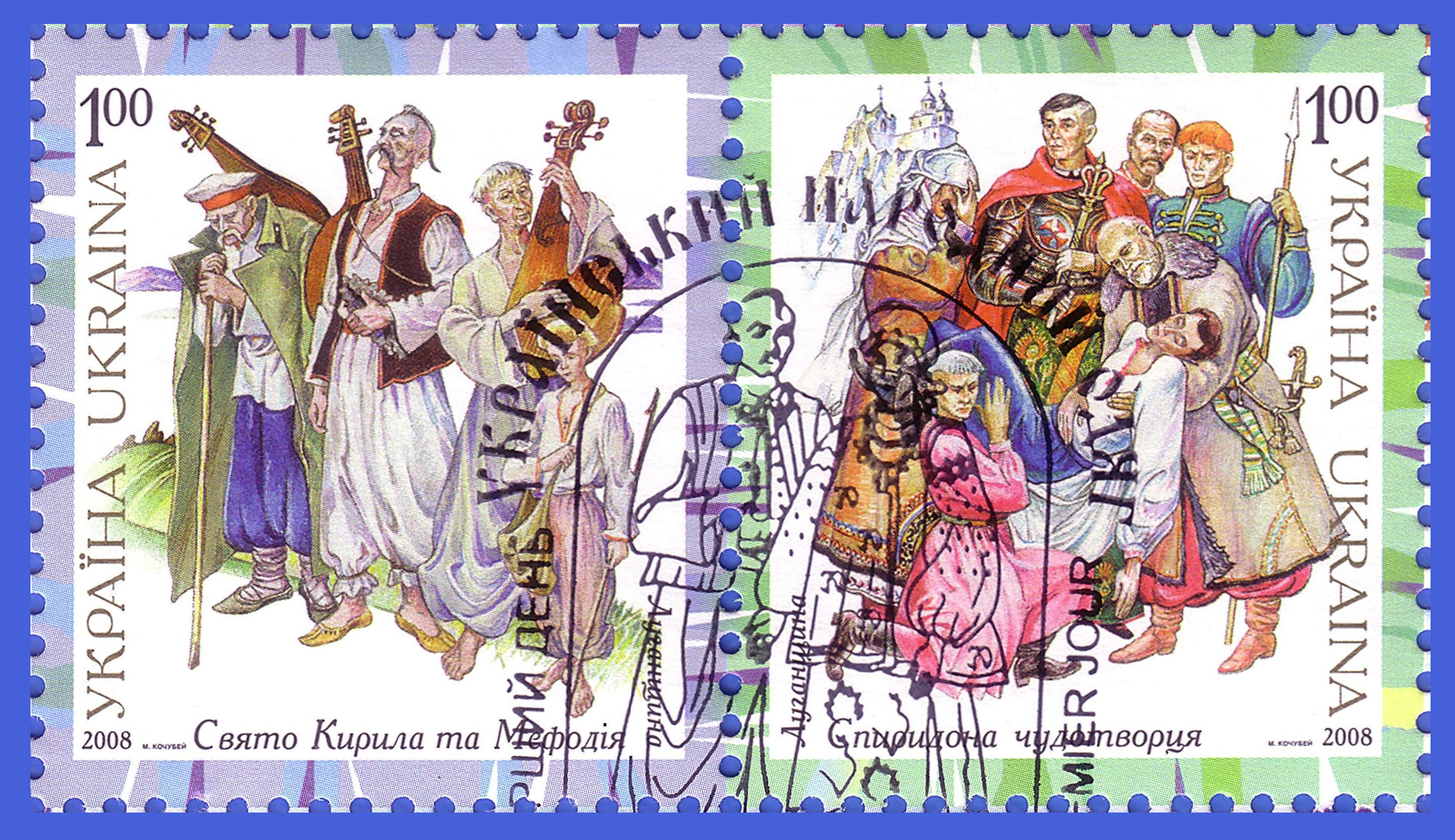
Народная одежда Луганщины на марке Укрпочты, 2008

По данным переписи населения 1989 года в Луганской области проживало более 2 860 000 человек. На 1 января 2006 года — 2,409 млн человек (5,13 % жителей Украины).
На 1 января 2015 года наличествующее население области составляет 2 220 151 человек (что на 0,86 % меньше, чем 1 января 2014 года), в том числе городское население — 1 928 270 человек (86,85 %), сельское — 291 881 человек (13,15 %). Постоянное население — 2 215 600 человек. По состоянию на 1 февраля 2018 года численность наличного населения области составила 2 166 710 человек (что на 1,26 % меньше, чем 1 февраля 2017 года), постоянное население — 2 162 113 человек.
Населённые пункты области по численности населения более 10 тысяч человек (без территорий, подчинённых горсовету, на 1 января 2015 года):
Выделены цветом населённые пункты, которые по состоянию на 23 февраля 2022 года, до начала активных боевых действий, фактически не находились под контролем Украины. С 3 июля 2022 года почти вся территория Луганской области находится под контролем Вооружённых сил России и формирований ЛНР.
| №  | Город             | Население |
| -- | ----------------- | --------- |
| 1  | Луганск           | ▼417 990  |
| 2  | Алчевск           | ▼109 772  |
| 3  | Северодонецк      | ▼108 137  |
| 4  | Лисичанск         | ▼102 397  |
| 5  | Красный Луч       | ▼81 685   |
| 6  | Стаханов          | ▼76 492   |
| 7  | Свердловск        | ▼64 503   |
| 8  | Рубежное          | ▼59 592   |
| 9  | Антрацит          | ▼53 887   |
| 10 | Ровеньки          | ▼46 976   |
| 11 | Брянка            | ▼46 352   |
| 12 | Краснодон         | ▼43 759   |
| 13 | Первомайск        | ▼37 902   |
| 14 | Кировск           | ▼28 014   |
| 15 | Перевальск        | ▼25 585   |
| 16 | Молодогвардейск   | ▼22 996   |
| 17 | Попасная          | ▼21 595   |
| 18 | Суходольск        | ▼20 833   |
| 19 | Кременная         | ▼19 958   |
| 20 | Сватово           | ▼17 945   |
| 21 | Лутугино          | ▼17 822   |
| 22 | Старобельск       | ▼17 716   |
| 23 | Юбилейное         | ▼16 722   |
| 24 | Червонопартизанск | ▼15 513   |
| 25 | Золотое           | ▼14 261   |
| 26 | Станица Луганская | ▼13 723   |
| 27 | Петровское        | ▼12 997   |
| 28 | Счастье           | ▼12 506   |
| 29 | Вахрушево         | ▼11 625   |

Динамика изменения численности населения области по годам (в тысячах человек, на 1 января):
| Год  | Количество жителей |
| ---- | ------------------ |
| 1938 | 1837,0             |
| 1939 | 2344,7             |
| 1959 | 2452,1             |
| 1970 | 2750,6             |
| 1979 | 2786,7             |
| 1989 | 2862,7             |
| 1990 | 2866,9             |
| 1991 | 2871,1             |
| 1992 | 2877,4             |
| 1993 | 2886,0             |
| 1994 | 2867,1             |
| 1995 | 2827,1             |
| 1996 | 2785,4             |
| 1997 | 2739,9             |
| 1998 | 2702,8             |
| 1999 | 2666,0             |
| 2000 | 2628,6             |
| 2001 | 2589,8             |
| 2002 | 2546,2             |
| 2003 | 2507,3             |
| 2004 | 2472,6             |
| 2005 | 2440,3             |
| 2006 | 2409,1             |
| 2007 | 2381,9             |
| 2008 | 2355,3             |
| 2009 | 2331,8             |
| 2010 | 2311,6             |
| 2011 | 2291,3             |
| 2012 | 2272,7             |
| 2013 | 2256,6             |
| 2014 | 2239,5             |
| 2015 | 2220,2             |
| 2016 | 2205,4             |
| 2017 | 2195,3             |
| 2018 | 2167,8             |
| 2019 | 2151,8             |
| 2020 | 2135,9             |

Начиная с образования области население постоянно росло (кроме 1941—1945 годов) до 1993 года. Максимум численность населения области достигала в 1993 году — 2886,0 тысячи человек. С 1993 сокращается в среднем на 28,7 тысячи человек в год. С 1993 по 2018 гг. оно сократилось на 719,3 тысячи человек. За январь 2018 года родилось 493 человека, умерло — 1313. За январь 2018 года приехало на постоянное место жительства 383 человека, уехали — 655 человек. За период с 1 января 2018 года по 1 февраля 2018 года численность населения сократилась на 1092 человека (на 0,05 %), в том числе за счёт отрицательного природного прироста — на 820 человек (75,09 %), отрицательного миграционного прироста — на 272 человека (24,91 %). В 2013 году: рождаемость — 9,1 на 1000 человек, смертность — 15,9 на 1000 человек, естественная убыль — −6,8 на 1000 человек. Общий коэффициент прибытия — 136,1 на 10 000 человек, выбытия — 144,0 на 10 000 человек. Сальдо миграции отрицательное — −7,9 на 10 000 человек.

### Национальный состав
Численность населения по переписи 2001 года (указаны народы свыше 1 тыс. человек):
- Украинцы — 1 472 376
- Русские — 991 825
- Белорусы — 20 327
- Не указали национальность — 10 516
- Татары — 8 543
- Армяне — 6 587
- Молдаване — 3 252
- Азербайджанцы — 3 123
- Евреи — 2 651
- Цыгане — 2 284
- Поляки — 2 107
- Грузины — 2 090
- Болгары — 1 625
- Немцы — 1 555
- Мордва — 1 070
- Чуваши — 1 060
- Греки — 1 049

### Языковой состав

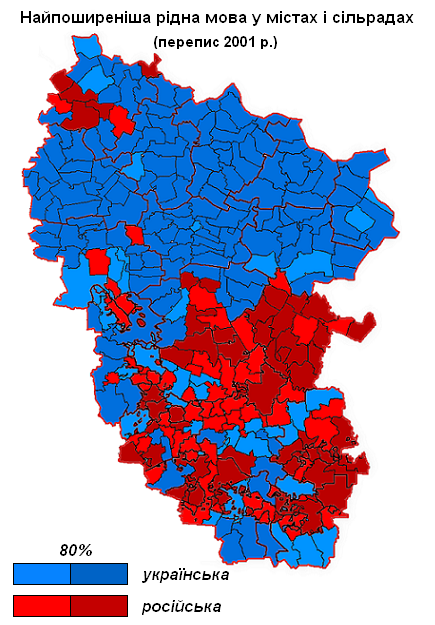
Самый распространённый родной язык в муниципалитетах Луганской области по переписи 2001 года

Всесоюзная перепись населения 1926 года показала различие между долей этнических украинцев и украиноязычных в тогдашних административных единицах, занимавших бо́льшую часть территорий современной Луганской области:
- Старобельский округ (480 378 человек):
  - украинцы — 89,3 %, русские — 10,2 %
  - украинский язык — 88,0 %, русский язык — 11,4 %
- Луганский округ (614 431 человек):
  - украинцы — 51,7 %, русские — 42,8 %
  - украинский язык — 38,0 %, русский язык — 57,5 %

Вследствие проводимой во времена СССР русификации Украины доля украиноязычных в населении Луганской области резко уменьшалась, а доля русскоязычных — возрастала. Родной язык населения Луганской области по результатам переписей населения советских времён, %
|            | 1959 | 1970 | 1979 | 1989 |
| ---------- | ---- | ---- | ---- | ---- |
| Украинский | 50,5 | 43,4 | 38,3 | 34,9 |
| Русский    | 48,7 | 55,3 | 60,5 | 63,9 |
| Другие     | 0,8  | 1,3  | 1,2  | 1,2  |

По данным переписи 2001 года, 68,8 % населения области назвали родным русский язык. По сравнению с предыдущей переписью населения 1989 года этот показатель возрос на 4,9 %, несмотря на сокращение доли лиц, считающих себя этническими русскими. В свою очередь, украинский язык посчитали родным 30 % жителей области, что было на 4,9 % меньше, чем по данным предыдущей переписи населения. Лица, считающие родным тот или иной язык, распределены по территории области неравномерно. Так, после принятия закона о языках 2012 года русский язык получил статус регионального на большей, но не всей части территории области. Исключения составили Белокуракинский, Марковский, Новопсковский и Сватовский районы, где русский язык считают родным менее 10 % жителей. 28 февраля 2018 года закон признан неконституционным и утратил силу.
Украинский язык является единственным официальным языком на всей территории Луганской области.
По данным исследований, проведённых социологической службой Центра Разумкова в 2006—2007 годах, 8,9 % респондентов из Луганской области считали своим родным языком только украинский, 56 % — только русский, одновременно украинский и русский языки — 34,1 %. 6,7 % опрошенных считали, что украинский язык должен быть единственным официальным на всей территории Украины, в то время как 55,6 % придерживались мнения, что русскому должен быть предоставлен статус второго государственного языка. В результатах исследований не упоминается доля респондентов из Луганской области, считавших, что украинский язык должен быть единственным государственным, а русский — вторым официальным в некоторых регионах страны.
По данным исследования Киевского международного института социологии, проведённого 8—16 апреля 2014 года, 31,8 % респондентов из Луганской области не согласились с утверждением о том, что «Россия справедливо защищает интересы русскоязычных граждан на юго-востоке», 44,2 % — согласились. С утверждением о том, что «в Украине ущемляются права русскоязычного населения», не согласились 60,8 % опрошенных, согласились — 29,5 %. С утверждением о том, что в Луганской области ущемляются права украиноязычного населения, не согласились 90,6 % респондентов, 3,5 % — согласились.
С 2014 года, в ходе российско-украинской войны, находящаяся под российской оккупацией часть Луганской области подвергается русификации.
По данным исследования, проведённого социологической службой Центра Разумкова с 11 по 23 декабря 2015 года, 31 % респондентов из свободной от российской оккупации части Луганской области считали своим родным языком только украинский, 33 % — только русский, одновременно украинский и русский языки — 35 %. 29 % опрошенных считали, что украинский язык должен быть единственным официальным на всей территории Украины. 29 % считали, что украинский язык должен быть единственным государственным, а русский — вторым официальным в некоторых регионах страны. 32 % придерживались мнения, что русскому должен быть предоставлен статус второго государственного языка. 69 % респондентов из свободной от российской оккупации части Луганской области согласились с утверждением, что каждый гражданин Украины, независимо от его этнического происхождения, должен владеть украинским языком в объёме, достаточном для повседневного общения, знать основы украинской истории и культуры, 22 % — не согласились.
По данным опроса, проведённого Социологической группой «Рейтинг» с 16 ноября по 10 декабря 2018 года в рамках проекта «Портрети Регіонів», 31 % жителей свободной на тот момент от российской оккупации части Луганской области считали, что украинский язык должен быть единственным государственным языком на всей территории Украины. 28 % считали, что украинский язык должен быть единственным государственным языком, а русский — вторым официальным в некоторых регионах страны. 39 % считали, что русский должен стать вторым государственным языком страны. 2 % затруднились с ответом.
Россия проводит политику насильственной русификации на оккупированных ею территориях области — в школах преподают только на русском языке даже в полностью украиноязычных населённых пунктах. Украинские учебники оказались под запретом, а желающие учиться на украинском вынуждены делать это втайне от оккупационных властей.
20 мая 2024 года решением Луганской областной государственной администрации в Луганской области утверждена «Региональная целевая программа развития и функционирования украинского языка как государственного во всех сферах общественной жизни Луганской области на 2024—2028 годы», главной целью которой является усиление позиций украинского языка в регионе.
По данным исследования Центра контент-анализа, проведённого в период с 15 августа по 15 сентября 2024 года, темой которого стало соотношение украинского и русского языков в украинском сегменте социальных сетей, в Луганской области (в том числе и на оккупированной Россией её части) на украинском языке писалось 3,7 % сообщений (в 2023 году — 4,5 %, в 2022 году — 3,4 %, в 2020 году — 4,8 %), на русском — 96,3 % (в 2023 году — 95,5 %, в 2022 году — 96,6 %, в 2020 году — 95,2 %).

## Административно-территориальное устройство

### Районы
Постановлением Верховной рады Украины от 17 июля 2020 года было принято новое деление области на 8 районов:
| № | Район                | Население (тыс. чел.) | Площадь (км²) | Административный центр   |
| - | -------------------- | --------------------- | ------------- | ------------------------ |
| 1 | Алчевский район      | 442,8                 | 2006,1        | г. Алчевск               |
| 2 | Должанский район     | 207,7                 | 2139,0        | г. Должанск (Свердловск) |
| 3 | Луганский район      | 535,2                 | 2147,4        | г. Луганск               |
| 4 | Ровеньковский район  | 296,8                 | 2087,6        | г. Ровеньки              |
| 5 | Сватовский район     | 80,9                  | 5329,1        | г. Сватово               |
| 6 | Северодонецкий район | 375,8                 | 2693,2        | г. Северодонецк          |
| 7 | Старобельский район  | 129,2                 | 6930,6        | г. Старобельск           |
| 8 | Счастьинский район   | 81,2                  | 3308,4        | г. Счастье               |

Районы в свою очередь делятся на городские, поселковые и сельские объединённые территориальные общины (укр. об'єднана територіальна громада).

### Города
| - Александровск - Алмазная - Алчевск - Антрацит - Артёмовск (Кипучее) - Вахрушево (Боково-Хрустальное) - Брянка - Горское - Зимогорье - Золотое | - Зоринск - Ирмино - Кировск (Голубовка) - Краснодон (Сорокино) - Красный Луч (Хрустальный) - Кременная - Лисичанск - Луганск - Лутугино - Миусинск | - Молодогвардейск - Новодружеск - Первомайск - Перевальск - Петровское (Петрово-Красноселье) - Попасная - Приволье - Ровеньки - Рубежное - Сватово | - Свердловск (Должанск) - Северодонецк - Старобельск - Стаханов (Кадиевка) - Суходольск - Счастье - Червонопартизанск (Вознесеновка) |

### История деления области
8 декабря 1966 года были образованы Меловский, Свердловский и Славяносербский районы.

Районы Луганской области до июля 2020 года

Число административных единиц, местных советов и населённых пунктов области до июля 2020 года:
- районов — 18;
- районов в городах — 4;
- населённых пунктов — 975, в том числе:
  - сельских — 787;
  - городских — 146, в том числе:
    - посёлков городского типа — 109;
    - городов — 37, в том числе:
      - городов областного значения — 14;
      - городов районного значения — 23;
- районных советов — 17;
- городских советов — 37;
- поселковых советов — 84;
- сельских советов — 206.

Районы до июля 2020 года
Область в рамках украинского законодательства до июля 2020 года состояла из 18 районов:
| Район                    | Площадь км² | Население чел. | Городское население чел. (%) | Сельское население чел. (%) | Плотность чел./км² | Райцентр          | Образован |
| ------------------------ | ----------- | -------------- | ---------------------------- | --------------------------- | ------------------ | ----------------- | --------- |
| Антрацитовский район     | 1700        | ▼ 30 717       | ▼ 16 798 (54,68)             | ▼ 13 919 (45,32)            | 18,07              | Антрацит          | 1923 год  |
| Беловодский район        | 1597        | ▼ 24 241       | ▼ 8177 (33,73)               | ▼ 16 064 (66,27)            | 15,18              | Беловодск         | 1923 год  |
| Белокуракинский район    | 1436        | ▼ 19 520       | ▼ 7623 (39,05)               | ▼ 11 897 (60,95)            | 13,59              | Белокуракино      | 1923 год  |
| Краснодонский район      | 1400        | ▼ 29 526       | ▼ 9987 (33,82)               | ▼ 19 539 (66,18)            | 21,09              | Краснодон         | 1936 год  |
| Кременский район         | 1627        | ▼ 41 313       | ▼ 24 499 (59,3)              | ▼ 16 814 (40,7)             | 25,39              | Кременная         | 1940 год  |
| Лутугинский район        | 1057        | ▼ 67 136       | ▼ 49 421 (73,62)             | ▼ 17 715 (26,38)            | 63,51              | Лутугино          | 1965 год  |
| Марковский район         | 1166        | ▼ 15 547       | ▼ 6149 (39,55)               | ▼ 9398 (60,45)              | 13,33              | Марковка          | 1920 год  |
| Меловский район          | 971         | ▼ 15 472       | ▼ 5926 (38,3)                | ▼ 9546 (61,7)               | 15,93              | Меловое           | 1920 год  |
| Новоайдарский район      | 1536        | ▼ 25 123       | ▼ 8506 (33,86)               | ▼ 16 617 (66,14)            | 16,35              | Новоайдар         | 1923 год  |
| Новопсковский район      | 1623        | ▼ 34 911       | ▼ 13 887 (39,78)             | ▼ 21 024 (60,22)            | 21,51              | Новопсков         | 1931 год  |
| Перевальский район       | 806,8       | ▼ 71 096       | ▼ 66 813 (93,97)             | ▼ 4283 (6,03)               | 88,12              | Перевальск        | 1965 год  |
| Попаснянский район       | 1325        | ▼ 40 303       | ▼ 30 978 (76,86)             | ▼ 9325 (23,14)              | 30,42              | Попасная          | 1977 год  |
| Сватовский район         | 1740        | ▼ 36 803       | ▼ 20 301 (55,16)             | ▼ 16 502 (44,84)            | 21,15              | Сватово           | 1923 год  |
| Свердловский район       | 1132        | ▼ 11 890       | ▼ 3996 (33,61)               | ▼ 7894 (66,39)              | 10,5               | Свердловск        | 1938 год  |
| Славяносербский район    | 1113        | ▼ 54 761       | ▼ 35 571 (64,96)             | ▼ 19 190 (35,04)            | 49,2               | Славяносербск     | 1966 год  |
| Станично-Луганский район | 1900        | ▼ 49 775       | ▼ 18 756 (37,68)             | ▼ 31 019 (62,32)            | 26,2               | Станица Луганская | 1923 год  |
| Старобельский район      | 1580        | ▼ 46 361       | ▼ 18 012 (38,85)             | ▼ 28 349 (61,15)            | 29,34              | Старобельск       | 1938 год  |
| Троицкий район           | 1600        | ▼ 20 627       | ▼ 7841 (38,01)               | ▼ 12 786 (61,99)            | 12,89              | Троицкое          | 1926 год  |

Статусы городов до июля 2020 года
| Города областного значения - Алчевск - Антрацит - Брянка - Кировск (Голубовка) - Краснодон (Сорокино) - Красный Луч (Хрустальный) | - Лисичанск - Луганск - Первомайск - Ровеньки - Рубежное - Свердловск (Должанск) - Северодонецк - Стаханов (Кадиевка) | Города районного значения - Александровск - Алмазная - Артёмовск (Кипучее) - Вахрушево (Боково-Хрустальное) - Горское - Зимогорье - Золотое - Зоринск - Ирмино - Червонопартизанск (Вознесеновка) - Кременная | - Лутугино - Миусинск - Молодогвардейск - Новодружеск - Перевальск - Петровское (Петрово-Красноселье) - Попасная - Приволье - Сватово - Старобельск - Суходольск - Счастье |

## Экономика
Развита добыча угля, металлургия, тяжелое машиностроение, химическая промышленность и сельское хозяйство.
Через территорию области проходят транзитные магистрали (железная дорога Волгоград — Харьков, автодорога Таганрог — Харьков, автодорога Москва — Ростов-на-Дону (М4) проходит в ближайшей точке в 15 км от границы области, газопроводы из Ставрополя и Оренбурга, нефтепроводы из Поволжья и Северного Кавказа), которые связывают Украину с Россией, приближают её к рынкам сбыта.
Выгодное ЭГП, близость рынков сбыта и сырья, развитая сеть транспортных магистралей, высокая плотность населения и наличие квалифицированных кадров значительно облегчает экономическое развитие Луганской области.

### Чёрная металлургия
- Алчевский металлургический комбинат;
- Алчевский коксохимический завод;
- Стахановский завод ферросплавов;
- ПАО «Луганский трубный завод»
- Литейный завод «ПАО „Сталь“»

### Энергетика
- Луганская ТЭС

### Экономические показатели
| № | Показатель               | Единицы          | 2006 г. | 2007 г. | 2008 г. | 2013 г. | 2014 г. |
| - | ------------------------ | ---------------- | ------- | ------- | ------- | ------- | ------- |
| 1 | Экспорт товаров          | млн долларов США | 3015,3  | 3963,7  | 6361,0  | 3544,0  | 1904,7  |
| 2 | Уд. вес в общеукраинском | %                | 7,9     | 8,0     | 9,5     | 5,6     | 3,5     |
| 3 | Импорт товаров           | млн долларов США | 687,6   | 1484,5  | 4461,6  | 3304,2  | 1016,2  |
| 4 | Уд. вес в общеукраинском | %                | 1,5     | 2,4     | 5,2     | 4,3     | 1,9     |
| 5 | Сальдо экспорт — импорт  | млн долларов США | 2327,7  | 2479,2  | 1899,4  | 239,8   | 888,5   |
| 6 | Капитальные инвестиции   | млн гривен       | 6409,5  | 10894,7 | 10635,8 | 11369,3 | 5116,3  |
| 7 | Средняя зарплата         | гривен           | 1022    | 1323    | 1769    | 3337    | 3377    |
| 8 | Средняя зарплата         | долларов США     | 202,4   | 262,0   | 335,9   | 417,5   | 284,1   |

| Виды деятельности                            | 1999 год, % | 2003 год, % |
| -------------------------------------------- | ----------- | ----------- |
| промышленность                               | 21,2        | 20,1        |
| сельское хозяйство                           | 22,5        | 23,1        |
| строительство                                | 4,9         | 5,5         |
| транспорт и связь                            | 5,7         | 6,5         |
| торговля, общепит, снабжение                 | 6,5         | 18,0        |
| здравоохранение, физкультура, соцобеспечение | 6,4         | 6,3         |
| образование, культура, искусство, наука      | 10,1        | 7,7         |
| другие                                       | 22,7        | 12,8        |
| всего                                        | 100         | 100         |

По материалам Комитета статистики Украины (укр.) и Главного управления статистики в Луганской области (укр.)
В результате войны на востоке Украины промышленное производство к осени 2014 года сократилось на 85 процентов, многие предприятия закрылись из-за разрыва традиционных экономических связей и обстрелов.

## Главы государственной администрации Луганской области
- Хананов, Эдуард Ахатович (23 марта 1992 — 18 июня 1994)[84]
- Купин, Пётр Александрович (19 июля 1995 — 19 октября 1995)[85][86][87]
- Фоменко, Геннадий Петрович и. о. (с 3 ноября 1995, губернатор с 8 августа 1996 до середины апреля 1998)[86]
- Ефремов, Александр Сергеевич (апрель 1998 — 25 января 2005)[87]
- Данилов, Алексей Мячеславович (4 февраля 2005 — 8 ноября 2005)
- Москаль, Геннадий Геннадиевич (18 ноября 2005 года — 27 апреля 2006)[88]
- Кобитев, Александр Евгеньевич, и. о. (26 апреля 2006 — 14 сентября 2006)[84]
- Антипов, Александр Николаевич (14 сентября 2006 — 18.03.2010)[84][87]
- Голенко, Валерий Николаевич (март 2010 — ноябрь 2010)[89]
- Пристюк, Владимир Николаевич (10 ноября 2010 — 2 марта 2014)
- Болотских, Михаил Васильевич (2 марта 2014 — 10 мая 2014)
- Веригина, Ирина Константиновна (10 мая 2014 — 18 сентября 2014)
- Москаль, Геннадий Геннадиевич (18 сентября 2014 — 15 июля 2015)
- Клименко, Юрий Юрьевич, и. о. (15 июля — 22 июля 2015)
- Тука, Георгий Борисович (22 июля 2015 — 29 апреля 2016)
- Гарбуз, Юрий Григорьевич (29 апреля 2016 — 22 ноября 2018)
- Филь, Сергей Александрович, и. о. (22 ноября 2018 — 5 июля 2019)
- Комарницкий, Виталий Марьянович (5 июля 2019 — 25 октября 2019)
- Гайдай, Сергей Владимирович (с 25 октября 2019 — 15 марта 2023)
- Лысогор, Артём Владимирович (с 12 апреля 2023 — 17 апреля 2025)
- Харченко, Алексей Андреевич (с 17 апреля 2025)

## Награды
- Орден Ленина (28 января 1967 года)[90].